# Aspistes richterae
Aspistes richterae är en tvåvingeart som beskrevs av Nina Krivosheina 1998. Aspistes richterae ingår i släktet Aspistes och familjen dyngmyggor. Inga underarter finns listade i Catalogue of Life.